# Sysslebäck
Sysslebäck est une localité de Suède dans la commune de Torsby située dans le comté de Värmland.
Sa population était de 439 habitants en 2019.